# Оносово (Первомайский район)
Оносово — деревня в Первомайском районе Ярославской области. Входит в состав Кукобойского сельского поселения.
Расположено на реке Носа (приток Согожа) в 55 км к северо-западу от посёлка Пречистое, высота центра селения над уровнем моря — 160 м. 
На 2023 год в деревне числится 2 улицы: Молодёжная и Центральная.
С 1980 года в деревне работает сельская библиотека, имеется клуб.
Оносово связано с райцентром автобусным сообщением.

## Население
| 2007 | 2010 |
| ---- | ---- |
| 78   | ↘76  |